# لوحة اللمس

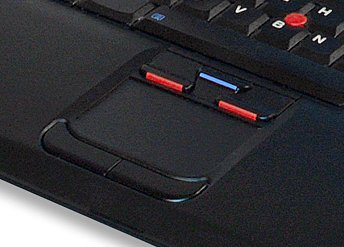
لوحة اللمس في لوحة المفاتيح IBM

لوحة اللمس (بالإنجليزية:Touchpad)  هو قطعة استشعار ثابتة تعمل باللمس توجد بكثرة على الحواسيب المحمولة والجوالات وبكثير من الأحيان تحل محل جهاز التأشير، وتوجد بسبب صغر مساحته في المشغلات الرقمية أيضًا. 

## معرض صور

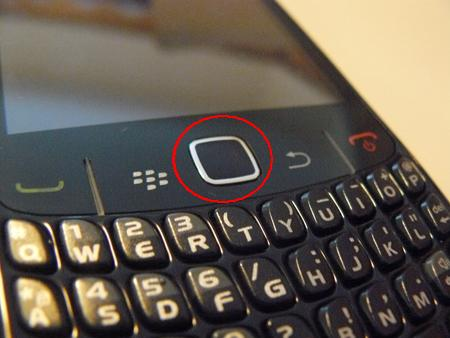
لوحة اللمس في بلاك بيري كيرف 8520.
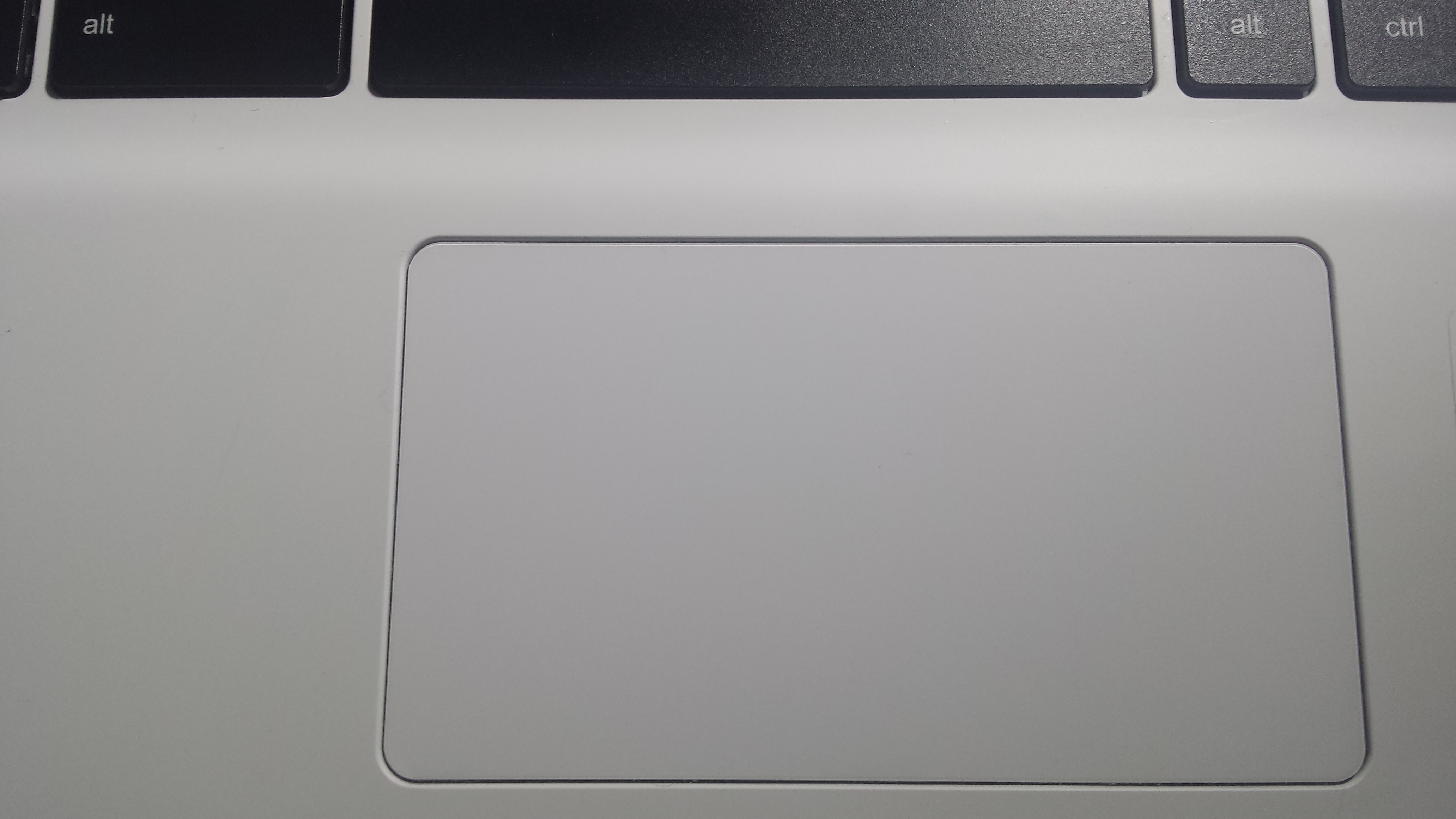
لوحة اللمس في حاسوب محمول من نوع إيسر.
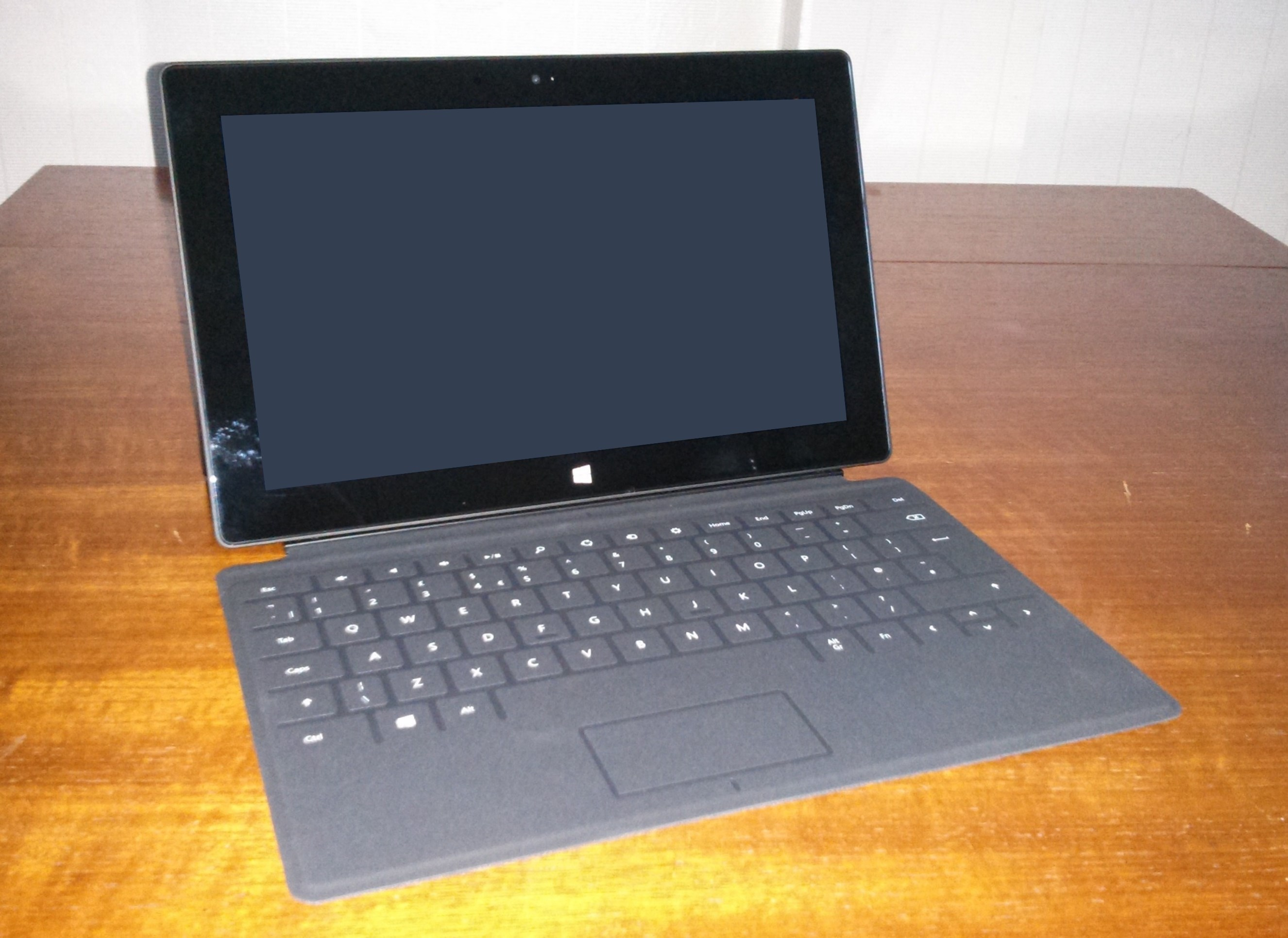
لوحة اللمس في حاسوب لوحي.